# Heinrich Meyer (Mediziner)

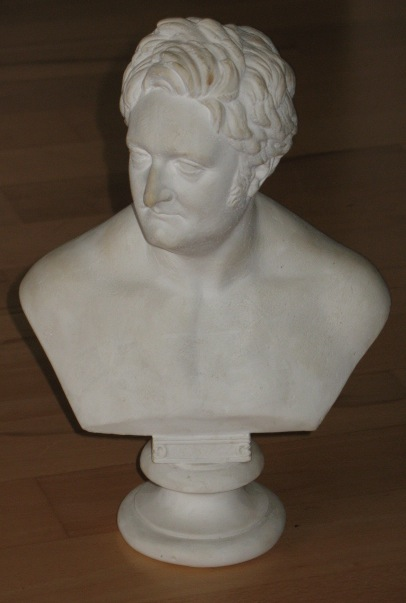
Heinrich Meyer, Büste von Karl Wichmann, Berlin, 1806

Johann Carl Heinrich Meyer (* 2. Januar 1767 in Stettin; † 6. August 1828 in Berlin, Kochstr. 21) war ein deutscher Mediziner.

## Leben
Heinrich Meyer wurde in Stettin als Sohn des dortigen Hof-Apothekers und Chemikers Johann Carl Friedrich Meyer und der aus einer alten Nürnberger Apothekerfamilie stammenden Maria Susanne Beurer geboren. Nach dem Besuch der Schule in Stettin und einer Ausbildung zum Apotheker in der väterlichen Hof- und Garnisons-Apotheke im Stettiner Schloss arbeitete er zunächst ab 1787 als Gehilfe in Apotheken in Frankfurt am Main und ab 1789 in Straßburg, wo er den Beginn der Französischen Revolution erlebte, bevor er nach Morges am Genfersee zog. Von 1792 bis 1793 studierte er Pharmazie an der Universität Erlangen und anschließend bis 1794 in Berlin, wo er einen anatomischen Kurs am Collegium medico-chirurgicum besuchte. Dann kehrte er nach Stettin zurück. Bereits im Oktober desselben Jahres ging er wieder nach Berlin, wo er bis 1796 Medizin studierte. Anschließend wechselte er an die Universität Halle unter dem später mit ihm befreundeten Johann Christian Reil, wo er 1797 zum Doktor der gesamten Heilkunde promoviert wurde. Danach machte er ein praktisches Jahr in den damals berühmten klinischen Anstalten in Wien, ging im April 1798 nach Berlin zurück und ließ sich dort als Arzt nieder.
Ab 1801 hielt Meyer in Berlin öffentliche Vorlesungen über Physiologie vor einem Auditorium von Ärzten und Gelehrten, darunter Friedrich Nicolai. 1805 veröffentlichte er den „Grundriß der Physiologie des menschlichen Körpers“.
Mit Ernst Ludwig Heim, dem Initiator, war Meyer eine stark unterstützende Kraft der Pockenschutzimpfung in Berlin, die Meyer durch kostenlose Impfungen förderte.
Seine Praxis war gesucht, zu seinem Freundes- und Patientenkreis gehörten: Achim von Arnim, Johann Gottlieb Fichte, E.T.A. Hoffmann, Friedrich Schleiermacher, Ernst Ludwig Heim, Friedrich Gedike, Georg Wilhelm Friedrich Hegel, Karl Wilhelm Ferdinand Solger, Franz Joseph Gall, Friedrich Wilhelm Joseph Schelling, Johann Christian Reil, Olfers-Staegemann-Kreis, August Wilhelm Iffland, Johann Goercke, Christoph Wilhelm Hufeland, Jean Henri Samuel Formey, Johann Gottfried Herder, Gebhard Leberecht von Blücher, August Neidhardt von Gneisenau und andere. Meyer lernte Johann Wolfgang von Goethe 1815 in Heidelberg persönlich kennen.
Der Berliner Bildhauer Karl Wichmann (Carl Friedrich W.) fertigte 1806 in Berlin, also noch zu Lebzeiten Meyers, eine Büste von Meyer, die später auch von Leonhard Posch in Gips hergestellt wurde. Ferner stammen von Posch auch Porträt-Medaillen in Eisenkunstguss von Heinrich und Sophie Meyer, von denen sich Exemplare im Münzkabinett der Staatlichen Museen zu Berlin erhalten haben.
Meyer heiratete 1797 die Schauspielerin und Sängerin Johanna Rosine Henriette Eunicke, geb. Schüler (1772–1849), die eben erst von ihrem Ehemann Johann Friedrich Eunecke geschieden war. Mit ihr hatte er zwei Söhne: Heinrich Emil Meyer (* 2. Juli 1799) und Emil Gustav Adolph Meyer (* 2. März 1806). Nach der Scheidung von seiner Frau ehelichte er am 29. November 1806 in zweiter Ehe in der Friedrichswerderschen Kirche in Berlin-Mitte Sophie Gottliebe Gedike (* 1786 in Berlin; † 16. September 1859 ebendort), Tochter des Wegbereiters der preußischen Bildungs- und Schulreform Friedrich Gedike. Aus dieser Ehe stammen der 1865 nobilitierte Sohn Wilhelm Leutold Heinrich Meyer (1816–1892) und die Tochter Adelgunde Meyer (1813–1868), die in den preußischen Adel einheiratete: in erster Ehe Friedrich Eugen von Griesheim (1800–1838), in zweiter Ehe Ludolf Hermann von Alvensleben (1800–1848) und in dritter Ehe dessen Bruder Louis von Alvensleben (1803–1884).

## Schriften
- Grundriß der Physiologie des menschlichen Körpers zum Behuf seiner Vorlesungen entworfen von Dr. Johann Carl Heinrich Meyer, practisirendem Arzte in Berlin, Berlin 1805, Verlag: In der Realschulbuchhandlung